# İsmet Özel
İsmet Özel (Kayseri, 1944. szeptember 19. –  ) török költő és humanista tudós.

## Korai évek
Özel egy rendőr hatodik gyereke. Általános és középiskolai tanulmányait Kastamonuban, Çankırıben és Ankarában végezte. Az Ankarai Egyetemen politikatudományt végzett, de a Hacettepe Egyetemen francia nyelvből diplomázott.

## Könyvei
1. Waldo Sen Neden Burada Değilsin?
2. Sorulunca Söylenen
3. Cuma Mektupları – 1
4. Cuma Mektupları – 2
5. Cuma Mektupları – 3
6. Cuma Mektupları – 4
7. Cuma Mektupları – 5
8. Cuma Mektupları – 6
9. Cuma Mektupları – 7
10. Cuma Mektupları – 8
11. Cuma Mektupları – 9
12. Cuma Mektupları – 10
13. Tahrir Vazifeleri
14. Neyi Kaybettiğini Hatırla
15. Ve'l-Asr
16. Tavşanın Randevusu
17. Bilinç Bile İlginç
18. Şiir Okuma Kılavuzu
19. 40 Hadis
20. Henry Sen Neden Buradasın-1
21. Henry Sen Neden Buradasın-2
22. Kalıntürk

## Költészete
1. Geceleyin Bir Koşu
2. Evet, İsyan
3. Cinayetler Kitabı
4. Celladıma Gülümserken
5. Erbain
6. Bir Yusuf Masalı
7. Çatlıycak Kadar Aşkî
8. Of Not Being A Jew

## Műfordításai
- Siyasi Felsefenin Büyük Düşünürleri
- Gariplerin Kitabı
- Osmanlı İmparatorluğu ve İslami Gelenek
- Bilim Kutsal Bir İnektir

## Interjúk és levelek
- Sorulunca Söylenen
- Genç Bir Şairden Genç Bir Şaire Mektuplar

## Fordítás
- Ez a szócikk részben vagy egészben  a(z)   İsmet Özel című angol Wikipédia-szócikk fordításán alapul.  Az eredeti cikk szerkesztőit annak laptörténete sorolja fel. Ez a jelzés csupán a megfogalmazás eredetét és a szerzői jogokat jelzi, nem szolgál a cikkben szereplő információk forrásmegjelöléseként.